# ZAKSA
Lo ZAKSA è una società pallavolistica maschile polacca con sede a Kędzierzyn-Koźle: milita nel campionato polacco di Polska Liga Siatkówki.
L'acronimo ZAKSA significa Zakłady Azotowe Kędzierzyn Spółka akcyjna. Zakłady Azotowe Kędzierzyn è il nome della società chimica a cui appartiene il club, mentre SA indica lo status di Società per azioni.

## Rosa 2022-2023
| N° | Nome               | Ruolo | Data di nascita  | Nazionalità sportiva |
| -- | ------------------ | ----- | ---------------- | -------------------- |
| 2  | Łukasz Kaczmarek   | O     | 29 giugno 1994   | Polonia              |
| 4  | Przemysław Stępień | P     | 7 febbraio 1994  | Polonia              |
| 5  | Marcin Janusz      | P     | 31 luglio 1994   | Polonia              |
| 7  | Twan Wiltenburg    | C     | 20 gennaio 1997  | Paesi Bassi          |
| 8  | Adrian Staszewski  | S     | 31 maggio 1990   | Polonia              |
| 9  | Bartłomiej Kluth   | O     | 20 dicembre 1992 | Polonia              |
| 10 | Bartosz Bednorz    | S     | 25 luglio 1994   | Polonia              |
| 11 | Aleksander Śliwka  | S     | 24 maggio 1995   | Polonia              |
| 15 | David Smith        | C     | 15 maggio 1985   | Stati Uniti          |
| 19 | Dmytro Pašyckyj    | C     | 29 novembre 1987 | Ucraina              |
| 21 | Wojciech Żaliński  | S     | 8 gennaio 1988   | Polonia              |
| 22 | Erik Shoji         | L     | 24 agosto 1989   | Stati Uniti          |
| 71 | Korneliusz Banach  | L     | 25 gennaio 1994  | Polonia              |
| 99 | Norbert Huber      | C     | 14 agosto 1998   | Polonia              |

## Palmarès
- Campionato polacco: 9

1997-98, 1999-00, 2000-01, 2001-02, 2002-03, 2015-16, 2016-17, 2018-19, 2021-22
- Coppa di Polonia: 10

1999-00, 2000-01, 2001-02, 2012-13, 2013-14, 2016-17, 2018-19, 2020-21, 2021-22, 2022-23
- Supercoppa polacca: 3

2019, 2020, 2023
- Champions League: 3

2020-21, 2021-22, 2022-23